# 宮島誠一郎
宮島 誠一郎（みやじま せいいちろう、天保9年7月6日（1838年8月25日） - 明治44年（1911年）3月15日）は、江戸時代末期（幕末）から明治時代にかけて活躍した官僚・政治家。元米沢藩士。
幼名は熊蔵。諱は吉久。号は栗香、養浩堂など。幕末に締結された奥羽越列藩同盟交渉時に中心的な役割を果たしたほか、明治維新後は自由民権運動に先駆けていち早く憲法制定・議会開設の建白を行い、また後にアジア主義団体「興亜会」設立に関わった。その膨大な日記・記録類は現在でも貴重な史料となっている。子に書家・中国語研究で知られる宮島大八（詠士）がいる。「米沢海軍」の立役者である小森沢長政は弟。国語学者の保科孝一は甥。
※本文中、明治5年12月2日以前の日付は旧暦（寛政暦および天保暦）、それ以降はグレゴリオ暦で記載している。

## 幕末期の活躍

### 生い立ち
天保9年（1838年）、米沢藩右筆・宮島一郎左衛門吉利（号は一瓢）と、田滝甚蔵の娘・宇乃（うの）との間に長男として生まれる。宮島家は五十騎組の家柄で、米沢藩では中士階級であった。
10歳頃、藩校・興譲館に入り、経書・史書を学ぶ。嘉永5年（1852年）頃、藩の砲術家浅間厚斎に入門し、砲術を学ぶ。翌年のペリー艦隊による黒船来航により、藩内に編成された抜隊龍隊 (battalion) に編入され、軍制改革に関わる。当世流行の攘夷思想に染まることはなく、むしろ武備を整えて諸外国に対峙すべきであるとの考えであった。

### 文久三年の京都
文久3年（1863年）、将軍・徳川家茂が朝廷からの再三の要求により徳川家光以来200年ぶりの上洛を余儀なくされるが、古例にのっとり米沢藩上杉家も将軍上洛の随伴を申し出た。宮島は家督相続前であるため、父・吉利の随員の資格でこれに参加した。同年元日、藩主・上杉斉憲の出発を見届けた後、正月9日、家老・千坂高明に従って出立。江戸藩邸で父と再会した後、2月10日に共に入京した。京都では江馬天江や梁川紅蘭、藤井竹外、山中静逸ら漢詩人や書家と交流。5月20日、尊攘派公卿の姉小路公知が暗殺された朔平門外の変が起きると、犯人と目された田中新兵衛（薩摩藩士）の寓居に居合わせた下僕の太郎を米沢藩が預かることとなったが、脱獄されるなどの事件が起きている。当時の京都では長州藩とそれを支持する姉小路や三条実美ら尊攘派公卿が朝政を壟断し、孝明天皇の不興を買っていた。そんな中、上杉斉憲が池田慶徳（鳥取藩主）・池田茂政（岡山藩主）・蜂須賀茂韶（徳島藩主）と共に、関白・鷹司輔煕に呼び出され、孝明天皇の攘夷親征と大和行幸の是非を諮問される事態となる。緊迫する政情に、宮島は「公武一和」「攘夷不可」との建議を上申するが、直後に起きた八月十八日の政変により、長州系尊攘派は京都から一掃されることとなった。宮島はこの事件の前後から、薩摩藩とともに政変を主導した会津藩の公用方・秋月悌次郎、広沢富次郎らと接触・交流し、名が知られるようになる。

### 世子帰国運動
元治元年（1864年）、宮島は願い出て東北諸藩探索の旅に出、会津若松、白河、仙台、上山などを巡り、各藩の情勢を詳細に家老へ報告した。慶応2年（1866年）8月には、興譲館の改革案を提出。同月には周旋方に任ぜられて江戸出府の命を受け、江戸藩邸で情報収集に努める。薩摩藩・会津藩・熊本藩などとの情報交換を経て、藩力強化の必要性を感じた宮島は、そのための財政的な足かせとなっていた米沢藩世子・上杉茂憲の在京を切り上げ帰藩させることを画策。藩主・斉憲の隠居問題もあって及び腰であった藩重役を説得し、10月には京都へ赴いて茂憲の帰藩を推進した。また会津藩士・林三郎とともに蝦夷地開拓について幕府目付に相談するなど、藩力養成のための様々な方策を探った。

### 戊辰戦中の奔走
慶応3年（1867年）10月、父の隠居にともない家督を継承。同月、将軍・徳川慶喜が大政奉還を行い、幕府の支配体制が崩壊すると、米沢藩は今後の方策を巡って混乱。同年末の小御所会議で徳川慶喜の辞官納地が決定されると、旧幕府側の兵が激昂。米沢藩も至急藩兵を大坂へ上らせるが、その途上、慶応4年（1868年）正月の鳥羽・伏見の戦いにおける徳川軍の敗走を聞くや、藩主・斉憲が慌てて反転し帰国するという有様であった。戊辰戦争開始に伴い、新政府からの上京命令に応ずるため、奉行・千坂高雅が200人の藩兵を率いて上京することとなり、周旋方の宮島も京都情報収集のため上洛を命じられた。しかし2月後半に入京した際には、すでに新政府は会津征討の方針を固めていた。宮島らは仙台藩の京都詰・菅原龍吉と相談して、新政府を牛耳る薩摩藩の非を鳴らそうとし、薩摩藩主導で計画されていた明治天皇の大坂親征（大坂遷都を念頭においていた）に反対する建白を小島龍三郎（後の雲井龍雄）に起草させた。
しかし宮島はこれら在京米沢藩幹部の動きとは別に、会津藩の謝罪をもって降伏させることで戦争を回避する方策を探り、新政府指導者三条実美や木戸孝允らとの話し合いを求めて京・大阪間を奔走。閏4月、長州藩の広沢真臣と面会して好感触を得た後、帰国する。

### 奥羽列藩同盟と米沢藩
その数日前、会津藩家老の謝罪嘆願書と仙台藩主・伊達慶邦、米沢藩主・上杉斉憲の添え状が奥羽鎮撫総督・九条道孝に提出されたが、下参謀・世良修蔵によって却下されていた。新政府軍に攻められれば応戦するが、こちら側から手は出さないとする米沢藩の方針に対し、世良の不遜な態度に激昂した仙台藩はむしろ先手を取って攻めようとする方針に路線変更しており、両者の齟齬を解消するため米沢藩は、藩主・斉憲自らも出向いていた奥羽列藩会議開催中の白石城に宮島も派遣した。宮島は白石会議において京で会見した広沢の見解を伝えて何とか謝罪降伏路線で説得しようとしたが、そこへ仙台藩士による世良暗殺の報が届く。しかし閏4月23日、宮島の工作により仙台藩の強硬路線は何とか回避され、奥羽諸藩は朝廷へ直接建白を行う方針の下、白石盟約書を調印した。
仙台藩儒者・大槻磐渓起草による建白書は過激であったため、宮島はこれを改刪して表現を改め、米沢藩主導の穏健路線を推進。5月3日には奥羽列藩同盟が結ばれた（後に北越諸藩が加わり奥羽越列藩同盟に発展）。
建白書提出の副使として宮島は江戸へ向かい、幕臣の榎本武揚・勝海舟・山岡鉄舟・関口隆吉らと会談。新政府軍は上野戦争で彰義隊を討伐した直後で意気軒昂であり、嘆願書建白は得策ではないと口を揃えて諭されたが、7月末に前島密の斡旋で海路神戸を経て上京し、上杉家縁戚の飛鳥井雅典を頼って建白を試みる。しかし飛鳥井は上杉斉憲の官位剥奪を理由に面会を拒否。結局、土佐藩の山内容堂を通じて岩倉具視に提出されたが、この時点ですでに奥羽諸藩は戦争に巻き込まれており、手遅れとなっていた。
帰国する途中、9月初めに江戸で前島から米沢藩降伏の報告を受けた宮島は、急ぎ国元へ帰り、庄内藩の降伏に向けて尽力。奥羽列藩同盟の発起人でありながら、諸藩に先駆けて降伏したため奥羽諸藩からの恨みを買っていた米沢藩に対する非難が高まっていたことから、宮島はむしろ率先して米沢藩が奥羽諸藩の罪をかぶると申し出る（「奥羽有罪在一身」）ことで疑惑を解消すべく、建白書を上申することを提案。
藩当局の容れるところとなり、急ぎ東京（7月に江戸から改称）へ向かう。その頃、米沢藩には内外から箱館戦争への従軍を求められていたが、宮島はこれに反対し、静岡藩（江戸開城交渉により徳川家は江戸から静岡へ減封となっていた）の関口・勝らとも交渉して、これを回避。12月4日に「奥羽有罪在一身」との建白書を新政府弁事局に提出した。その結果、12月7日に米沢藩は18万石から14万石の減封、藩主・斉憲の隠居と嫡子・茂憲の家督相続が認められるという、庄内藩と並ぶ比較的寛大な処置がなされた。版籍奉還後は、米沢藩の藩政改革に尽力した。

## 明治維新後

### 立国憲議の提出
明治3年（1870年）、宮島は太政官待詔院下局に出仕。ついで翌年10月には、立法諮問機関である左院の議官となる。明治5年（1872年）4月3日、左院議長・後藤象二郎に対し「立国憲議」を提出した。この建議は、日本では人民が権利と義務について正しく知らないため、まず国憲（憲法）を制定した後、民法や刑法を定め、しばらくこの憲法の下で右院（各省の長官・次官）と府県官員からなる会議を議院として政治を行い、人民の「開化ノ進度」が深まったら「真ノ民選議院」を設けて君民共治を盛り込んだ「至当ノ国憲」を制定するのが好ましい順序であると主張するものであった。外国留学経験はなく欧米諸国の制度に精通していたわけではない宮島であったが、加藤弘之の『真政大意』、福沢諭吉の『西洋事情』、中村敬宇の『自由之理』などを参考として書き上げたものと見られる。また天皇の大権を代行する政府のあり方として、過度に権力が集中する大蔵省の勢威を分散させるため、内務省の設立も建言している。しかし、左院副議長の江藤新平の反対により、後藤は立国憲議を却下した。
江藤が司法卿として転出し、伊地知正治が後任となると、左院は改めて府県の代表から成る「下議院ヲ設クルノ議」を正院に提出。正院が下院設立について細則を決めるよう促すと、宮島は議会の定数・場所・会期、議員資格・選挙法などをまとめ、「国会議院手続取調」として提出した。だが、後藤はまたしてもこれを黙殺したため、宮島らは参議・板垣退助に相談するが、板垣も消極的な対応に終始。翌年5月には大蔵省が地租改正について府県の地方官への説明会を設けたのを好機として、再び「国会院」設立のため奔走するが、井上馨の大蔵大輔辞任問題やその後の征韓論争で、議院設立問題は流れてしまった。
これらの建議は、後に盛んとなった自由民権運動に先立つ議会開設運動として注目されるが、上記の経緯は後述の明治13年（1880年）の『国憲法編纂起原』で宮島自身によって回想されたものであり、その功績については粉飾が含まれている可能性もある。

### 興亜会設立と琉球処分
明治7年（1874年）、内務卿・大久保利通の主導で行われた台湾出兵に関しては、宮島主導の下、4月8日左院議官7名の連名で出兵反対の建白書を副議長の伊地知に提出、太政大臣・三条実美に届けられた。
しかし聞き入れられなかったため、4月23日に再提出している。明治10年（1877年）12月に初代清国公使・何如璋が来日すると、宮島は頻繁に何を訪れ、筆談で交流。互いに漢詩人であることから意気投合し、親交を深めた。この筆談録は大久保や明治天皇にも提出され、日清両国の情報交流にも役立った。翌明治11年（1878年）、同じ元米沢藩士で渡清経験のある海軍中尉・曽根俊虎が中心となって組織した振亜会（大久保利通・何如璋が計画）への参加を促され、振亜会を母体とする興亜会の設立・運営に関与した。
しかしこの頃、琉球処分が行われ、琉球の帰属問題に関して日清両国は対立。公使館員の黄遵憲・沈文熒らは宮島を訪ね、大いに不平を申し立てた。宮島は沈らとの対話から、ちょうど世界旅行中で日本に滞在中であった元米国大統領・グラントが、琉球問題について日清両国の仲介を試みようとしていることを知り、右大臣・岩倉具視に報告。岩倉は早速、伊藤博文・西郷従道の両参議をグラントが滞在する日光に派遣し、日本側の事情をグラントに説明。宮島自身も駐米公使に赴任予定の吉田清成の仲介で直接グラントに面会、文書を渡すなどし、琉球問題について有利な妥協案を引き出すことに成功した。

### 立憲制への道
この頃、修史館御用掛となっていた宮島は、明治12年（1879年）12月、宮内省御用掛兼務を命ぜられ、新たに設置された宮内省諸規取調所で帝室典範作成に向けた調査を岩倉から依頼される。
岩倉は本格的な憲法制定・議会設置を前に、皇室のあり方を確定させる必要性から宮島らに内外の宮廷儀礼・皇族の扱いなどを研究させたものである。またこの時期、日本研究のために滞在中で宮島と親交のあった黄遵憲も、宮島から日本の礼式祭典について詳細に尋ね、帰国後の名著『日本国志』執筆の一助としている。
明治13年（1880年）8月、岩倉と面談した宮島は、折柄盛り上がっていた国会開設運動を憂慮していた岩倉に、かつての国憲編纂の事績を語り、岩倉からそれをまとめるよう依頼され、翌年5月「国憲編纂起原」として提出した。上記の明治初年の宮島による国憲編纂運動が知られるようになったのはこの資料によるものであり、明治初期の議会制研究の上で重要な資料となっている。
明治14年（1881年）に国会開設の詔が出されたことにより、翌明治15年（1882年）、参議・伊藤博文が憲法研究のためヨーロッパへ赴いた際には、伊藤の送別宴に出席。翌年帰国した伊藤に「伊藤参議に呈する書」と題する意見書を提出。日本独自の国情を踏まえた憲法制定という路線は伊藤と異なるものではなかったが、宮中からの介入ではなく内閣が主導する憲法制定を想定していた伊藤は、宮中に制度取調局を設置して自ら長官となり憲法制定を主導したため、宮島が憲法制定に参加することはできなかった。その後、宮島は参事院議官補、宮内省華族局、爵位局主事を歴任。邸は麹町区平河町に構えていた。明治29年（1896年）1月31日、貴族院議員に勅選された。明治44年（1911年）3月、死去。享年74。墓所は青山霊園(1イ4-21)

### 米沢藩復権運動
宮島は出身である米沢藩が賊軍として戊辰戦争で降伏した後も、その汚名を雪ぎ復権させることに精力を尽くした。旧米沢藩重臣であった千坂高雅の新政府出仕（のちに石川県令・岡山県令などを歴任）、および旧主・上杉斉憲の官位（従四位）復活に向けて、盛んに新政府に対して働きかけている。廃藩置県で米沢藩が消滅した後も斉憲の復権運動を進め、明治8年（1875年）4月13日には斉憲の参内と明治天皇への拝謁までこぎ着けたが、復位については却下された。宮島は幕末期以来親交のあった侍補・吉井友実（旧薩摩藩士）や侍従・山岡鉄舟などの天皇側近を通じて岩倉へも工作。ついに明治13年（1880年）5月18日、上杉斉憲が従四位に復位し、幕末以来の米沢藩の雪辱が果たされた。その後も宮島は斉憲の昇叙運動を続け、明治22年（1889年）にはついに斉憲が従三位に昇進、宮島は上杉家から謝儀として金35円を贈られた（なお、昇叙1月後に斉憲は死去）。

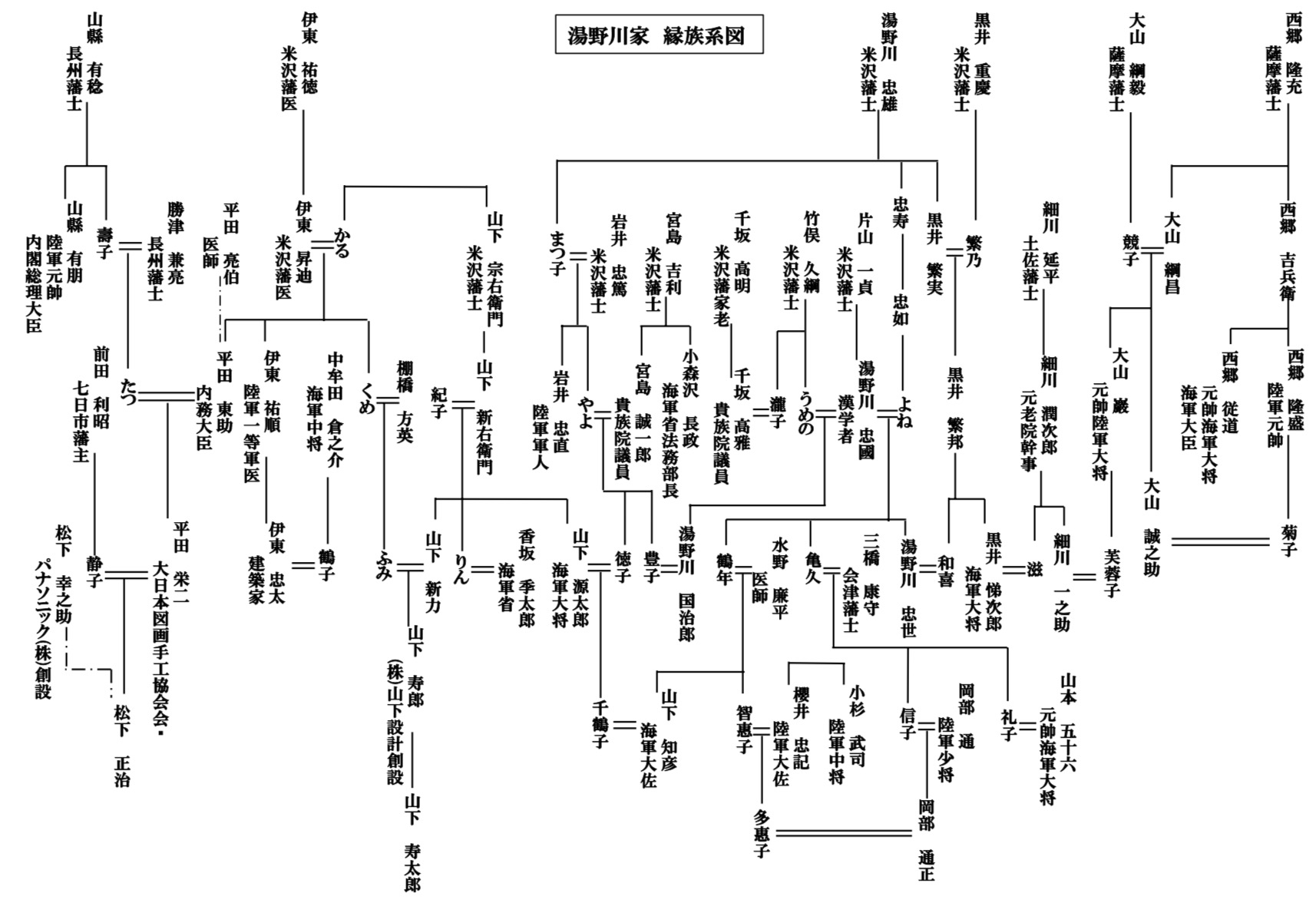
伊東家，山下家，湯野川家周辺の系図

宮島は藩閥政府の中にあって大久保利通・吉井友実・伊地知正治ら薩摩閥と長く親交を保ち、米沢出身の後輩の出世を促した。雲井龍雄は明治3年に捕らえられて処刑されたが、米沢藩は藩閥政権時代にあっても中條政恒（島根県権令・太政官小書記官）、平田東助（農商務大臣・内務大臣・内大臣）、池田成章（大蔵省御用掛、のち両羽銀行（現在の山形銀行）初代頭取）、山下源太郎（海軍大将）らの人材を輩出している。ちなみに，平田東助や山下源太郎は宮島の親戚や遠縁にあたる。

## 栄典
- 1887年（明治20年）11月25日 - 勲六等単光旭日章[32]

## 宮島誠一郎関係文書
宮島は幕末から明治維新期にかけて長く一線で活躍するとともに、自らの活動や著名人との交流に関して厖大な日記・記録を残しており、宮島自身のみならずこの時代の事件や著名人を研究する上で欠かせない史料となっている。これらの史料群は早稲田大学に2500点、国立国会図書館に2100点が収蔵されており、それぞれ『宮島誠一郎文書目録』（早稲田大学図書館編）『宮島誠一郎関係文書目録』（国立国会図書館）が作成されている。